# Chile nos Jogos Olímpicos de Inverno de 1992
O Chile competiu nos Jogos Olímpicos de Inverno de 1992 em Albertville, França.

## Resultados por Evento

### Esqui alpino
- Nils Linneberg
- Diego Margozzini
- Paulo Oppliger
- Alexis Racloz
- Mauricio Rotella